# یونیورسال استودیوز فلوریدا
یونیورسال استودیوز فلوریدا (انگلیسی: Universal Studios Florida) شرکت سرگرمی آمریکایی است، که در سال ۱۹۹۰ تأسیس شد.